# Cerotoma salvinii
Cerotoma salvinii es un coleóptero de la familia Chrysomelidae.
Fue descrita científicamente en 1866 por Baly.